# Dalfsen (gemeente)

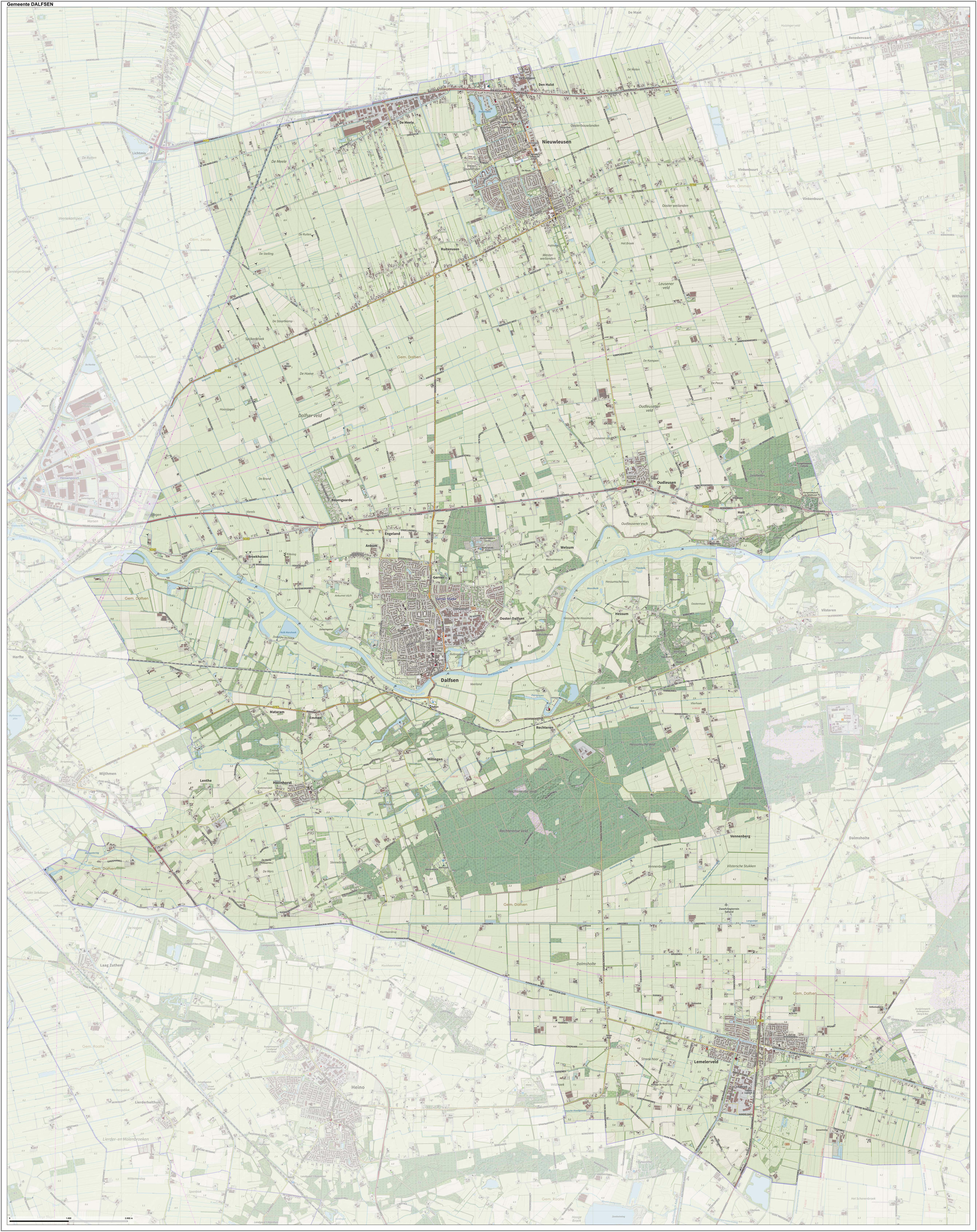
Topografische gemeentekaart van Dalfsen, september 2023

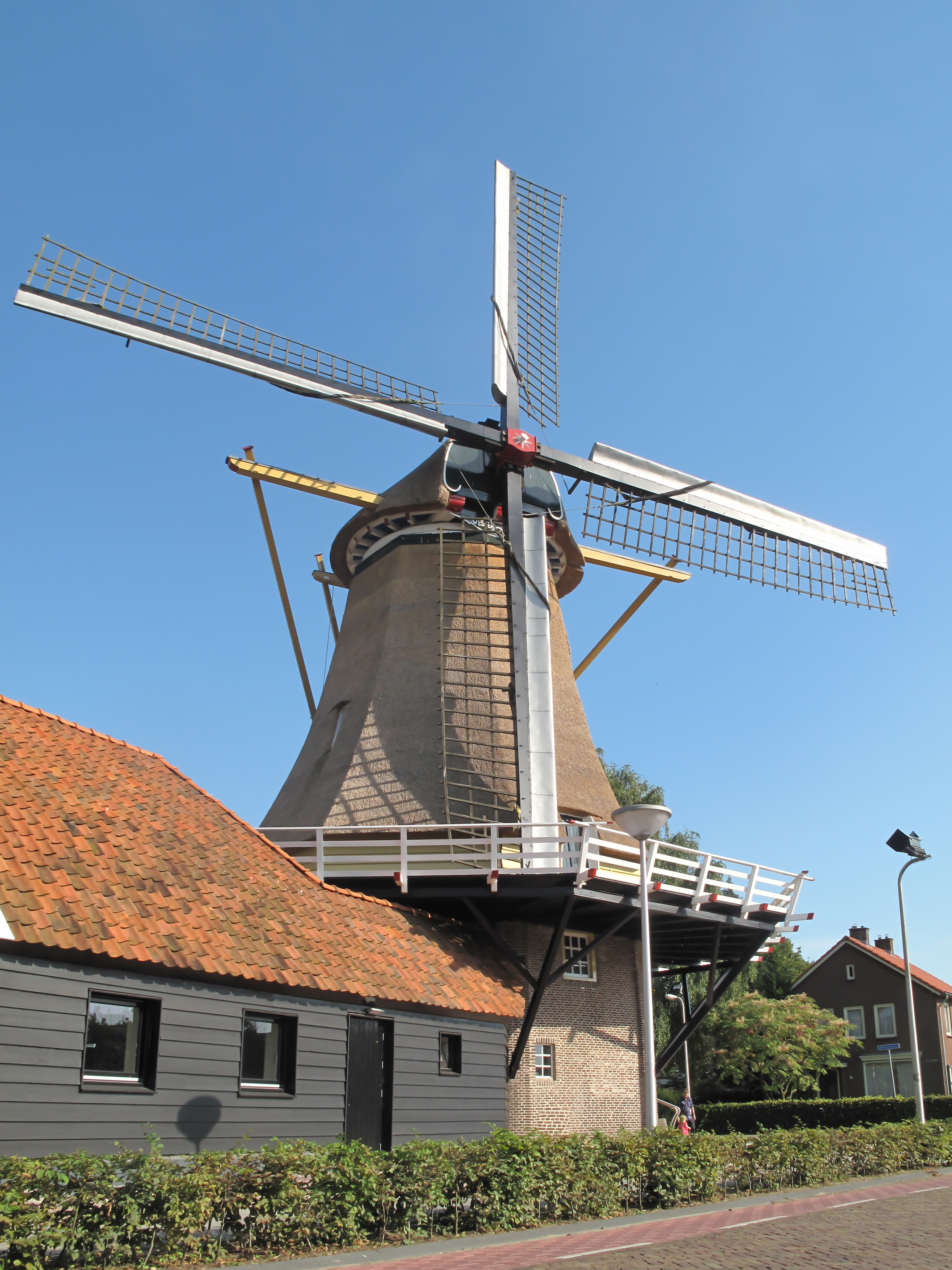
De Westermolen in Dalfsen

Dalfsen (uitspraakⓘ) (Nedersaksisch: Dalsen [dɑlsn̩]) is een gemeente in de Nederlandse provincie Overijssel. De gemeente telt 29.683 inwoners (22 november 2024, bron: CBS) op een oppervlakte van 166,50 km² (waarvan 1,32 km² water) en kent een dichtheid van 173 inwoners per vierkante kilometer. De huidige gemeente Dalfsen is op 1 januari 2001 ontstaan uit de samenvoeging van de gemeenten Nieuwleusen en Dalfsen.

## Kernen
In de gemeente Dalfsen liggen de volgende kernen:
| Gebied                                       | Inwoners |
| -------------------------------------------- | -------- |
| Dalfsen kern                                 | 9.349    |
| Dalfsen buitengebied                         | 1.795    |
| Nieuwleusen kern                             | 7.790    |
| Nieuwleusen buitengebied                     | 1.776    |
| Lemelerveld kern                             | 3.597    |
| Lemelerveld buitengebied                     | 1.201    |
| Hoonhorst kern                               | 724      |
| Hoonhorst buitengebied                       | 880      |
| Oudleusen kern                               | 585      |
| Oudleusen buitengebied                       | 1.198    |
| Ankum kern                                   | 85       |
| Ankum buitengebied                           | 723      |
| Totaal                                       | 29.703   |
| Bron: Gemeentemagazine Dalfsen - editie 2024 |          |

Overige officiële kernen:
- De Meele (640, met verspreide huizen)
- Lenthe (550, met verspreide huizen)
- Ruitenveen (470, met verspreide huizen)
- Rechteren en Hessum (470, met verspreide huizen)
- Emmen (210, met verspreide huizen)

Buurtschappen:
- Broekhuizen
- Dalfserveld (350, met verspreide huizen)
- Dalmsholte (370, met verspreide huizen)
- Engeland, Gerner en Welsum (440, met verspreide huizen)
- Holt
- Den Hulst
- Kluinhaar (10, met verspreide huizen)
- Leusenerveld
- De Marshoek
- Millingen (240, met verspreide huizen)
- Ooster-Dalfsen
- Oudleusenerveld
- Slennebroek
- Strenkhaar (420, met verspreide huizen).

## Monumenten
In de gemeente zijn er een aantal monumentale bouwwerken en gebouwen:
- Lijst van rijksmonumenten in Dalfsen (gemeente)
- Lijst van gemeentelijke monumenten in Dalfsen
- Lijst van oorlogsmonumenten in Dalfsen

## Archeologische vondsten
- Grafveld van Dalfsen

## Kunst in de openbare ruimte
In de gemeente zijn diverse beelden, sculpturen en objecten geplaatst in de openbare ruimte, zie: 
- Lijst van beelden in Dalfsen

## Politiek

### Gemeenteraad
De gemeenteraad van Dalfsen bestaat uit 21 zetels. Hieronder de behaalde zetels per partij bij de gemeenteraadsverkiezingen sinds 2002:
| Partij           | 2002 | 2006 | 2010 | 2014 | 2018 | 2022 |
| ---------------- | ---- | ---- | ---- | ---- | ---- | ---- |
| Gemeentebelangen | 5    | 5    | 7    | 9    | 9    | 8    |
| CDA              | 7    | 7    | 7    | 6    | 5    | 6    |
| ChristenUnie     | 3    | 3    | 3    | 3    | 3    | 3    |
| PvdA             | 4    | 4    | 2    | 1    | 2    | 2    |
| D66              | -    | -    | -    | 1    | 1    | 1    |
| VVD              | 2    | 2    | 2    | 1    | 1    | 1    |
| LP               | -    | -    | -    | -    | -    | -    |
| Totaal           | 21   | 21   | 21   | 21   | 21   | 21   |

### College van B en W
Het college van burgemeester en wethouders wordt voor de periode 2022-2024, net als voor de periodes vanaf 2010, gevormd door het CDA en Gemeentebelangen Dalfsen. Er zijn vier wethouders; twee namens het CDA, en twee namens Gemeentebelangen. Tot 9 juli 2024 was PvdA'er Erica van Lente burgemeester van Dalfsen. Daarna was CDA'er Rikus Jager waarnemend burgemeester, totdat partijgenoot Michael Sijbom het stokje op 14 april 2025 overnam.

## Aangrenzende gemeenten
| Aangrenzende gemeenten | Aangrenzende gemeenten | Aangrenzende gemeenten | Aangrenzende gemeenten | Aangrenzende gemeenten |
| ---------------------- | ---------------------- | ---------------------- | ---------------------- | ---------------------- |
|                        |                        | Staphorst              |                        | Hardenberg             |
|                        |                        |                        |                        |                        |
| Zwolle                 | Ommen                  |                        |                        |                        |
|                        |                        |                        |                        |                        |
|                        |                        | Raalte                 |                        |                        |